# Ягдор (сельское поселение Межадор)
Ягдор (коми Ягдор) — деревня в Сысольском районе Республики Коми, входит в состав сельского поселения Межадор.

## География
Деревня находится на расстоянии 12 км к северо-востоку от села Визинга, административного центра района.

### Часовой пояс
Деревня Ягдор, как и вся Республика Коми, находится в часовой зоне МСК (московское время). Смещение применяемого времени относительно UTC составляет +3:00.

## История
Деревня впервые упоминается в 1720 году. Название в переводе с языка коми означает «лесная деревня».

## Население
| 2010 |
| ---- |
| 51   |

### Национальный состав
Согласно результатам переписи 2002 года, в национальной структуре населения коми составляли 93 % из 74 чел.